# 審問
審問は、英米法系の法制度におけるhearing（ヒアリング）の訳語として当てられる、裁判や政府機関等による決定に先立つ法的手続きである。
審問は、対審と対比され、一般に短期かつ簡易である。裁判過程において、訴え却下や略式裁判の申立に対してさらなるトライアル無しで解決させるのかという事項や、公判の分離や証拠の採用などいかに裁判を進めるかを決定する申立に際して、聴聞の形式で行う。弁論補強のため限定的な証拠の提出や証言がなされる場合もある。
米国において、デュー･プロセス革命のひとつの側面が、行政法上の決定において、審問が、かつてはあまり公式になされなかったのに対して、現在では必須となったということがある。この様になった重要な契機は、ゴールドバーグ対ケリー事件における、政府は生活保護を事前の審問無しに打ち切ってはならないとする最高裁判決だった。また、この判決は審問を構成するものは状況により異なるということを判示している。本事件においては、迅速な意思決定という目的が、打ち切りの事前審問を制限することを正当化するために、権利内容が示され、複数の証言を得るなど基本的事項は含まれるが、記録が完全であることや公判に意見を求めていることまでは含まれない。